# La tarántula del vientre negro
La tarántula del vientre negro es una película italiana dirigida en 1971 por Paolo Cavara.
Después de algunos documentales, Paolo Cavara realiza este largometraje. Es un giallo con una excelente fotografía de Marcello Gatto y sabiamente subrayado con la música de Ennio Morricone. Toda la historia está narrada con el ritmo y suspense del giallo, enriquecido además con distintas e imprevistas situaciones y con interesantes e insospechados golpes de efecto.

## Sinopsis
Una mujer, Maria Zani, es encontrada muerta con el vientre destrozado. El comisario Tellini inicia la investigación. A su vez, Paolo, el marido de la víctima contrata a un detective privado. Mientras tanto otras mujeres van siendo asesinadas. El método que utiliza el asesino siempre es el mismo. Es un método parecido al que utiliza la avispa rosa con la tarántula. Se trata de inmovilizar a las víctimas con una inyección antes de matarlas y destrozarles el vientre. El comisario Tellini encontrará la solución del misterio en un salón de belleza que sirve de vínculo a todas las víctimas.